# Стражи Урала
Ба́шни «Стра́жи Ура́ла» — комплекс из двух высотных зданий, который, возможно, будет возведён в центре Екатеринбурга по мотивам «екатеринбургского фольклора» в рамках делового района «Екатеринбург-Сити». Он будет состоять из 41-этажной и 36-этажной башен, соединённых мостом, и внешне напоминать триумфальную арку. Разработчик проекта — французская компания «Валод энд Пистр».

## История проекта
В марте 2006 года проект «Стражи Урала» был представлен на одной из самых престижных мировых выставок в сфере недвижимости MIPIM-2007, которая проходила в Каннах, и получил высокие оценки экспертов.
Начальная подготовка площади под строительство комплекса началась в сентябре 2007 года, когда были вырублены деревья, снесены здания бывшего онкологического отделения, к 2009 территорию обнесли забором. Первоначально планировалось, что строительство северной башни должно было закончиться в 2010 году, башни — в 2011 году, однако эти сроки перенесены на неопределённое время.
В мае 2015 года из за отсутствия финансирования было объявлено об окончательной отмене строительства. На строительной площадке Стражей Урала было анонсировано строительство подземного паркинга для нужд чемпионата мира по футболу 2018 года.
24 августа 2015 года был разыгран аукцион на проведение строительства и определен поставщик услуг. Аукцион выиграла компания «Профит».
12 мая 2017 года на площадке Стражей Урала началось строительство 4-звёздочной гостиницы Hyatt place. 1 июня 2017 года перед строящейся гостиницей заложили капсулу времени для потомков. В ноябре 2018 года Hyatt Regency Ekaterinburg сменил генерального подрядчика. Также сменился класс отеля с «бизнес» на «бизнес плюс». На практике это означает, что изменится дизайн и планировка. В июле 2021 года Hyatt Place была сдана в эксплуатацию.
В декабре 2021 года Компания «УГМК-Застройщик» объявила о возобновлении проекта и его частичном изменении. 

## Характеристики
Высота северной башни составит 218 метров, а южной — 195 метров. Общая площадь комплекса составит 300 000 м². В него войдут офисные и жилые помещения, а также крупный торговый центр. Стилобаты будут занимать площадь около 91 тыс. м², из них 37 тыс. м² отведено под строительство автопарковок.
Большая часть площадей в зданиях будет отдана под офисы класса «А». В семи последних этажах башен разместятся апартаменты, и ещё 3-4 этажа будут отданы под квартиры класса «люкс». Помимо жилой и офисной недвижимости в рамках комплекса планируется построить торговый и медицинский центр, художественную галерею, подземный и надземную парковки на 1 800 мест.

## Собственники
В числе учредителей проекта — правительство Свердловской области. Оно будет иметь десятипроцентную долю в проекте, остальные 90 % распределены между юридическими лицами.

## Влияние на градостроительство
Проект предусматривает резкие корректировки планировки улиц города: соединение проспекта Ленина и улицы Татищева, реконструкцию нескольких дорожных развязок, деконструкцию площади Коммунаров и примыкающего к ней парка, перенос на новое место «Вечного огня» и монумента героям гражданской войны.
В сентябре — октябре 2008 разгорелся скандал в связи с изменением концепции Южной башни. Сроки строительства неоднократно переносились: директор ООО «Стражи Урала» заявил, что в IV квартале 2011 года будет закончено возведение Северной башни, а работы по сооружению Южной будут выполнены только к концу 2012 года. Однако в мае 2009 все строительные работы были полностью прекращены, на площадке лишь вырублены деревья и территория обнесена забором, более работы не ведутся.